# Karin Hardonk
Karin Hardonk (Leiden, 10 november 1962) is een Nederlandse beeldhouwer.

## Leven en werk
De Groningse beeldend kunstenares Karin Elisabeth Hardonk volgde van 1981 tot 1986 een opleiding tot beeldhouwer aan de Academie Minerva in Groningen. Zij is naast beeldhouwer ook tekenaar en installatiekunstenaar. In haar werk spelen ronde en rechte vormen een belangrijke rol. Zij exposeert regelmatig in diverse plaatsen. Haar werk kan gerekend worden tot het minimalisme.

## Werken (selectie)
- Skyline Eemshaven - Warffum (2004)
- Metatron - grafbeeld (2001)
- Generaal Maczekmonument - Stadskanaal (1994)[3]
- De Sliding - Groningen (1987)

- RKD-Nederlands Instituut voor Kunstgeschiedenis: 35984